# Ethan Van Sciver
Ethan Daniel Van Sciver (Utah, 3 settembre 1974) è un fumettista statunitense.
Ha lavorato sia per la Marvel che per la DC Comics. Con la prima, è noto per aver disegnato il ciclo di storie New X-Men scritto da Grant Morrison. Con la DC si è affermato grazie alla collaborazione con Geoff Johns, assieme a cui ha firmato Lanterna Verde: Rinascita, Sinestro Corps War, The Flash: Iron Heights e Flash: Rinascita.